# Kajetan Tamulewicz
Kajetan Tamulewicz (zm. 26 lipca 1870 w Lustdorf koło Odessy), przyrodnik polski, nauczyciel.

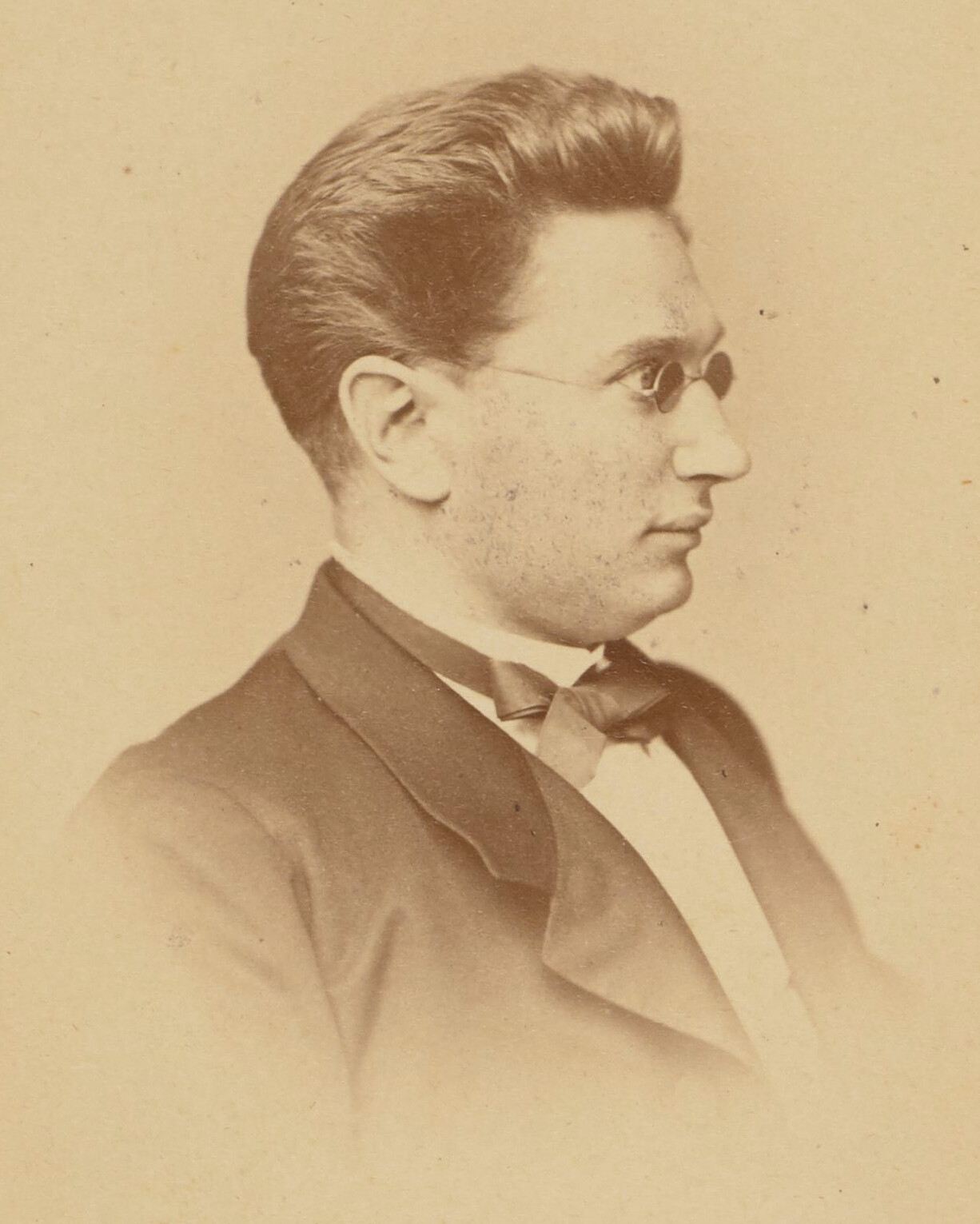
Kajetan Tamulewicz

Urodził się na Litwie, był synem Tomasza. Po ukończeniu studiów przyrodniczych na Uniwersytecie Wileńskim pracował w Wilnie jako nauczyciel. W 1860 doszedł do stanowiska inspektora w gimnazjum wileńskim. Po 1863 pracował w Odessie jako nauczyciel przyrody w Liceum Richelieu (późniejszym Uniwersytecie Noworosyjskim). 
Cieszył się dobrą opinią jako nauczyciel, organizator wycieczek przyrodniczych i zbieracz okazów, głównie botanicznych. W 1862 brał udział w obradach II Zjazdu Przyrodników Rosyjskich w Kijowie, w ramach którego był współprzewodniczącym sekcji dydaktycznej i przedstawiał w referatach problematykę metodyki i dydaktyki oraz gromadzenia szkolnych kolekcji przyrodniczych.  
Był autorem artykułów przyrodniczych zamieszczanych w "Kurierze Wileńskim". Opracował katalog zbiorów ornitologicznych Konstantego Tyzenhauza oraz zbiorów mineralogicznych Wileńskiej Komisji Archeologicznej. Był członkiem tej ostatniej instytucji, a także organizacji kijowskich: Towarzystwa Przyrodniczego i Towarzystwa Historycznego. Na potrzeby opublikowanego jedynie we fragmentach tzw. wileńskiego Słownika języka polskiego (1835) opracował dział przyrodniczy.
Zmarł 26 lipca 1870 w chutorze Lustdorf pod Odessą; pochowany został w Odessie.